# Scylaticus xiphocerus
Scylaticus xiphocerus är en tvåvingeart som beskrevs av Stanley Willard Bromley 1952. Scylaticus xiphocerus ingår i släktet Scylaticus och familjen rovflugor.
Artens utbredningsområde är Lesotho. Inga underarter finns listade i Catalogue of Life.